# Бульвар Освобождения (Белград)
Бульвар Освобождения (серб. Булевар ослобођења) — одна из главных улиц Белграда.
Бульвар берет своё начало на площади Славия и проходит по территории белградских общин Врачар, Савски-Венац, Вождовац, оканчиваясь на пересечении улиц Паунова и Слободана Йовича. Далее он переходит в бульвар Булевар Јна.
Движение рейсовых автобусов №№ 18, 31, 33, 39, 42, 47, 48, 59, 78 и E7 организовано городской транспортной компанией «Белград». На некоторых участках улицы работают трамвайные маршруты 9, 10 и 14. На этой улице имеется одна из важных транспортных развязок Белграда — Автокоманда.
В числе значимых городских объектов на бульваре находятся: Баницкий (Байфордов) лес, Метеорологическая обсерватория, факультет Ветеринарной медицины и факультет Организационных наук Белградского университета, Анатомический музей, отель «М», отель «Vila Bulevar», церковь Святого Василия Острожского, посольство Швейцарии, банки и магазины.